# Верник, Пол
Пол Верник (англ. Paul Wernick) — американский продюсер кино и телевидения и сценарист.

## Фильмы
Пол Верник стал сценаристом и исполнительным продюсером «Дэдпула» вместе со своим партнёром Реттом Ризом. В «Дэдпуле» главную роль играет Райан Рейнольдс, а режиссёром стал Тим Миллер, для «20th Century Fox». Фильм с рейтингом R был выпущен 12 февраля 2016 года.
Первое сотрудничество Верника и Риза в полнометражном кино стало хитовым фильмом 2009 года «Добро пожаловать в Zомбилэнд», где они были сценаристами и исполнительными продюсерами. Фильм был выпущен Sony Pictures в кинотеатрах 2 октября 2009 года. «Добро пожаловать в Zомбилэнд» стал одним из самых кассовых фильмов о зомби всех времён. Также, Верник выступил сценаристом и исполнительным продюсером одноимённого телесериала, который был закрыт в 2013 году после первого эпизода.
Вслед за «Zомбилэндом», Верник и Риз написали сценарий к фильму «G.I. Joe: Бросок кобры 2» для «Paramount Pictures», с Дуэйном Джонсоном, Ченнингом Тейтумом и Брюсом Уиллисом в главных ролях, и он был выпущен 27 марта 2013 года. Сиквел превзошёл оригинал, собрав почти $400 миллионов.

## Ранняя карьера
Верник выпустил несколько сетевых реалити-шоу, включая «Big Brother 2» на CBS и «I'm a Celebrity...Get Me Out of Here!» на ABC.
Верник получил три премии «Эмми» за свою работу в теленовостях, которые включали KVOA, KOLD, KTVK, KSL и KCAL.
Риз и Верник учились вместе в гимназии в Финиксе, Аризоне.
Риз и Верник стали партнёрами в 2001 году, чтобы создать Reese Wernick Productions, компанию, занимающейся созданием и продюсированием развлечением в различных областях.